# 원타치
《원타치》(영어: HYDRA)는 2019년 공개된 일본의 액션 영화이다.

## 출연

### 주연
- 미모토 마사노리 - 사토 다카시 역
- 나가세 타스쿠 - 키리타 켄타 역

### 조연
- 아오야기 다카야 - 미야자키 신이치 역
- 니시나 타카시 - 스기모토 마사 역
- 노무라 히로노부 - 하세가와 게이지 역
- 타나카 요지 - 기시다 준이치로 역
- 타쿠치 토모로오 - 나카야 테루 역

## 수상
- 2020년 제17회 바르셀로나 빅 아시안 섬머 필름 페스티벌 후보 공식경쟁부문